# Arthrostylidium venezuelae
Espèce
Arthrostylidium venezuelae est une espèce de plantes monocotylédones de la famille des Poaceae, sous-famille des Bambusoideae (bambous), originaire d'Amérique du Sud.
Ce sont des plantes vivaces, cespiteuses, aux rhizomes court, pachymorphes et aux tiges (chaumes) ligneuses, minces, pouvant atteindre de 3 à 8 m de long pour un diamètre de 10 à 30 mm.

## Synonymes
Selon Catalogue of Life (21 octobre 2016) :
- Arundinaria standleyi Hitchc.
- Chusquea venezuelae Steud.

## Distribution
L'espèce est présente en Amérique centrale (Costa Rica, Honduras, Nicaragua, Panama), en Amérique du Sud (Venezuela, Guyana, Colombie, Bolivie et Pérou) ainsi qu'en Guadeloupe, dans les Antilles françaises.